# Grand Indicateur
Indicator indicator
Espèce
Statut de conservation UICN

 LC  : Préoccupation mineure
Le Grand Indicateur (Indicator indicator) est une espèce d'oiseau de la famille des Indicatoridae, endémique de l'Afrique subsaharienne. On le trouve dans des habitats variés comprenant des arbres, en particulier dans les espaces boisés secs, mais il est en revanche absent dans la jungle de l'Ouest de l'Afrique. 
Ses noms, vernaculaire et binominal, se réfèrent à son habitude d'indiquer aux humains l'emplacement des essaims d'abeilles.

## Description
Le Grand Indicateur mesure une vingtaine de centimètres de long et pèse environ 50 grammes. Le mâle a un corps marron sombre dans la partie supérieure et blanc dans la partie inférieure, avec une gorge noire. Le bec est rose. 
La femelle est plus terne et n'a pas la gorge noire. Son bec est plus sombre que celui du mâle. 

## Écologie

### Alimentation

#### Essaims d'abeilles
L'alimentation du grand indicateur se compose en grande partie d'abeilles (adultes et couvain), de vers de cire, et de cire d'abeille. C'est d'ailleurs un des seuls oiseaux capable de digérer la cire. Comme les autres Indicateurs, il attaque les colonies tôt le matin quand les abeilles sont engourdies mais se nourrit aussi de ruches abandonnées et de restes de colonies pillées par les humains ou par de gros animaux comme le Ratel. 

#### Guidage des humains
Indicator Indicator est célèbre pour guider volontairement les humains vers les nids d'abeilles sauvages. C'est un rare cas de mutualisme entre humain et animal sauvage. 
Le guidage est imprévisible et plus fréquent chez les femelles et les individus juvéniles. L'oiseau attire l'attention par des cris spécifiques (qu'il produit également en cas d'agression) et volette au-dessus d'un essaim. Après que l'humain a récupéré le miel en s'aidant de fumée (qui calme les abeilles) et en découpant les rayons à la machette, le Grand Indicateur se nourrit de la cire et du couvain laissés sur place.
Une étude rapporte que la collaboration avec l'Indicateur permet aux cueilleurs Boranas et Yaos de réduire de deux tiers le temps de recherche de colonies. C'est pourquoi les Boranas et les Yaos ont développé une coopération très étroite : ils utilisent un sifflement spécifique pour signaler à Indicator Indicator qu'ils cherchent du miel, augmentant les chances de guidage,. L'Indicateur répond plus facilement aux appels spécifiques de ses partenaires locaux qu'aux appels de chasseurs de miel provenant d'autres régions : ils ont mémorisé leurs appels spécifiques, et les chasseurs de miel maintiennent ces appels réussis au fil des générations.

#### Autres sources d'alimentation
Indicator Indicator se nourrit également d'autres insectes, entre autres de termites.

### Reproduction
Le grand indicateur est un parasite de couvée. La femelle pond ses œufs par séries de 3 à 7 (10 à 20 œufs par an). Chaque œuf est pondu dans un différent nid parmi une couvée d'une autre espèce (guêpiers, hirondelles, martins-pêcheurs...). Le poussin est doté d'un crochet membraneux sur son bec, qui lui permet de tuer les jeunes oisillons de la nichée dans laquelle il a été pondu.